# Derdi Janbai
Derdi Janbai fou un petit estat tributari protegit a l'agència de Kathiawar, al nord de la península de Kathiawar, presidència de Bombai. Estava format per un únic poble amb dos tributaris separats.
Els ingressos es calculaven en 250 lliures el 1881.